# Godoya
Godoya é um género botânico pertencente à família Ochnaceae.

## Espécies
Segundo o Catalogue of Life:
- Godoya antioquiensis
- Godoya obovata

1. ↑  «Godoya — World Flora Online». www.worldfloraonline.org. Consultado em 19 de agosto de 2020
2. ↑  Roskov Y., Kunze T., Orrell T., Abucay L., Paglinawan L., Culham A., Bailly N., Kirk P., Bourgoin T., Baillargeon G., Decock W., De Wever A., Didžiulis V. (ed) (2014). «Species 2000 & ITIS Catalogue of Life: 2014 Annual Checklist.». Species 2000: Reading, UK. Consultado em 26 de maio de 2014